# إرنست بلوم
إرنست بلوم (بالفرنسية: Ernest Blum) (و. 1836 – 1907 م) هو صحفي، وكاتب، وكاتب مسرحي، وواضع كلمات الأوبرا، من فرنسا، ولد في باريس، توفي في باريس، عن عمر يناهز 71 عاماً.

## روابط خارجية
- إرنست بلوم على موقع IMDb (الإنجليزية)
- إرنست بلوم على موقع قاعدة بيانات برودواي على الإنترنت (الإنجليزية)